# 李文亮 (1954年)
李文亮（1954年8月8日—），男，祖籍山东，生于辽宁大连，中华人民共和国外交官，曾任中华人民共和国驻长崎总领事。

## 生平
1974年，毕业于大连外国语学院日语系，进入中华人民共和国外交部工作，先后在驻日本大使馆、驻札幌总领事馆、外交部新闻司任职。1996年，任驻日本大使馆参赞。2001年，任外交部新闻司参赞。2002年，任驻日本大使馆参赞。2007年，任外交部新闻司参赞。2010年6月，出任中华人民共和国驻长崎总领事。2014年10月，自驻长崎总领事离任。